# Labdudu
Labdudu fou una de les tribus aramees de la Baixa Mesopotàmia. L'estat de Labdudu estava al centre del país entre Khindaru i Harilu segons una inscripció de Teglatfalassar III. El territori fou sotmès per Sargon II en la campanya del 710 aC contra Babilònia i fou agregat a la província de Gambulu. El 692 aC la tribu no consta com a part de la coalició que va enfrontar als assiris a la batalla de Halule o Khalule (Samarra) en la qual estaven la major part de les tribus aramees.